# Eois particolor
Eois particolor är en fjärilsart som beskrevs av W. Warren 1895. Eois particolor ingår i släktet Eois och familjen mätare. Inga underarter finns listade i Catalogue of Life.